# Discografia lui Tinashe
Discografia lui Tinashe se compune dintr-un album de studio, cincisprezece discuri single (inclusiv șase ca artist secundar) și 17 videoclipuri. În 2012 a lansat patru mixtapeuri, In Case We Die și Reverie, care au fost create în studioul său de acasă. După lansarea mixtape-urilor, Tinashe a semnat un contract cu casa de discuri RCA Records, apoi a lansat cel de-al treilea mixtape, Black Water, în 2013.

## Albume de studio
| An   | Informații | Clasări | Clasări    | Clasări | Clasări  | Clasări | Clasări | Clasări |
| An   | Informații | S.U.A.  | S.U.A. R&B | AUS     | AUS URB. | FRA     | UK      | UK R&B  |
| ---- | --- | ------- | ---------- | ------- | -------- | ------- | ------- | ------- |
| 2014 | Aquarius - Primul album de studio - Lansat: 7 octombrie 2014 - Casă de discuri: RCA Records - Formate: CD, descărcare digitală - Vânzări: 70,000 | 17      | 3          | 57      | 5        | 167     | 78      | 7       |

## Mixtapes
| Titlul         | Detalile albumului                                                                       |
| -------------- | ---------------------------------------------------------------------------------------- |
| In Case We Die | - Lansat: 1 februarie 2012 - Casă de discuri: Auto-lansat - Format: Descărcare digitală  |
| Reverie        | - Lansat: 6 septembrie 2012 - Casă de discuri: Auto-lansat - Format: Descărcare digitală |
| Black Water    | - Lansat: 26 noiembrie 2013 - Casă de discuri: Auto-lansat - Format: Descărcare digitală |
| Amethyst       | - Lansat: 16 martie 2015 - Casă de discuri: Auto-lansat - Format: Descărcare digitală    |

## Discuri single

### Ca artist principal
| Poziția maximă |                                                    |    |    |    |    |    |    |     |     |    |             |                        |
| 2014           | „2 On” (în colaborare cu ScHoolboy Q)              | 24 | 22 | 5  | 1  | 29 | 74 | 180 | 127 | 19 | - ARIA: Aur | Aquarius               |
| 2014           | „Pretend” (în colaborare cu ASAP Rocky)            | —  | —  | 34 | —  | —  | —  | —   | —   | 36 |             | Aquarius               |
| 2015           | „All Hands on Deck” (în colaborare cu Iggy Azalea) | —  | —  | 33 | 11 | 45 | —  | —   | 156 | 34 |             | Aquarius               |
| 2015           | „Player” (în colaborare cu Chris Brown)            | —  | 34 | 39 | 10 | 90 | —  | 200 | 85  | 14 |             | Disc single fără album |
| 2016           | „Superlove”                                        | —  | —  | —  | 26 | —  | —  | —   | —   | —  |             | Disc single fără album |
| 2016           | „Company”                                          | —  | —  | —  | —  | —  | —  | —   | —   | —  |             | Nightride              |

### Cântece promoționale
| "Feels Like Vegas"                                                                | 2014 | — | — | —  | Aquarius    |
| "Bet" (featuring Devonté Hynes)                                                   | 2014 | — | 8 | —  | Aquarius    |
| "Vulnerable" (featuring Travis Scott)                                             | 2015 | — | — | —  | Black Water |
| "Party Favors" (featuring Young Thug)                                             | 2015 | — | — | —  | Nightride   |
| "Watch Me Work"                                                                   | 2016 | 5 | — | 68 | Aquarius    |
| "Ride of Your Life"                                                               | 2016 | — | — | —  | Nightride   |
| "—" denotes a recording that did not chart or was not released in that territory. |      |   |   |    |             |

### Alte cântece intrate în clasamente
| "Dollar Signs" (Calvin Harris featuring Tinashe)                                  | 2014 | 31 | Motion |
| "—" denotes a recording that did not chart or was not released in that territory. |      |    |        |

## Videoclipuri

### Videoclipuri ca artist principal
| Titlu                                        | An   | Regizor(i)                       | Ref.          |
| -------------------------------------------- | ---- | -------------------------------- | ------------- |
| „Can't Say No”                               | 2011 | Tinashe                          | [ 32 ]        |
| „Chainless”                                  | 2011 | Bobby Brackins and Nic Nac       | [ 33 ]        |
| „This Feeling”                               | 2012 | Cole Walliser                    | [ 34 ]        |
| „Boss”                                       | 2012 | Morad Chiri                      | [ 35 ]        |
| „Ecstasy”                                    | 2012 | Smallz and Raskind               | [ 36 ]        |
| „Who Am I Working For?”                      | 2013 | Tinashe                          | [ 37 ]        |
| „Vulnerable” (în colaborare Travis Scott)    | 2013 | Darren Craig and Patrick Morales | [ 38 ]        |
| „2 On” (în colaborare ScHoolboy Q)           | 2014 | Hannah Lux Davis                 | [ 39 ]        |
| „Pretend” (în colaborare cu A$AP Rocky)      | 2014 | Jodeb                            | [ 40 ]        |
| „Aquarius”                                   | 2015 | Tinashe                          | [ 41 ]        |
| „Bated Breath”                               | 2015 | Stephen Garnett                  | [ 42 ]        |
| „All Hands on Deck”                          | 2015 | Ben Mor                          | [ 43 ]        |
| „Cold Sweat”                                 | 2015 | Stephen Garnett                  | [ 44 ] [ 45 ] |
| „Bet”                                        | 2015 | Stephen Garnett                  | [ 44 ] [ 45 ] |
| "Player" (în colaborare cu Chris Brown)      | 2015 | Emil Nava                        | [ 46 ]        |
| "Party Favors" (în colaborare cu Young Thug) | 2015 | Tinashe Seth Hagenstein          | [ 47 ]        |
| "Superlove"                                  | 2016 | Hannah Lux Davis                 | [ 48 ]        |

### Videoclipuri ca artist secundar
| Titlul                                                             | An   | Regizor         |
| ------------------------------------------------------------------ | ---- | --------------- |
| „Cake” (Bobby Brackins featuring Tinashe)                          | 2011 | Justin Tripping |
| „Artificial People” (OFM featuring Tinashe)                        | 2011 | Tinashe         |
| „Body Language” (Kid Ink featuring Usher and Tinashe)              | 2014 | Darren Craig    |
| „Drop That Kitty” (Ty Dolla Sign featuring Charli XCX and Tinashe) | 2015 | Shomi Patwary   |